# Roger Quinche
Roger Quinche (Allschwill, 22 de julho de 1922 - 3 de setembro de 1982) foi um futebolista suíço que atuava como meia.

## Carreira
Roger Quinche fez parte do elenco da Seleção Suíça de Futebol, na Copa do Mundo de 1950 no Brasil. 